# Лужное (озеро, Архангельская область)
Лужное (также Лужмо) — пресноводное озеро в Няндомском районе на юго-западе Архангельской области, расположено в 3,5 км к югу от озера Ильинское.

## Общие сведения
Площадь озера 2,9 км², площадь водосборного бассейна — 746 км². Высота над уровнем моря — 108,5 м. Длина озера 4,2 км, ширина в северо-западной части достигает 1 км.

## Описание
Озеро Лужное имеет вытянутую форму, береговая линия умеренно изрезана. Впадает Шаборучей на востоке и протока из Большого Пышозера на севере. На юго-востоке вытекает река Лепша, впадающая в Мошу и относящаяся к бассейну Белого моря. На северо-западе Лужное соединено широкой протокой с озером Малое Лужное, в которое впадает Лепша. По акватории разбросано несколько островов, крупнейшие из которых Ивашевцев, Фофанов и Лагостров. Берега низкие, местами заболоченные, поросшие елово-берёзовым лесом. На юго-восточном берегу, у истока Лепши — деревня Лужная без постоянного населения; на северо-западе, у протоки в озеро Малое Лужное — деревня Кырчема.